# Need for Speed: Underground 2
A Need for Speed: Underground 2 (NFSU2) egy „cross-platform” versenyzős videójáték, amit az Electronic Arts fejlesztett és tett közzé. A Need for Speed széria új játéka 2004-ben jelent meg a Need for Speed: Underground folytatásaként. GameCube-ra, PlayStation 2-re, Xbox-ra, Nintendo DS-re, Game Boy Advance-ra és Windows-ra fejlesztette az EA Black Box.
A játék a tuningolható autókon és a városi versenyeken alapul, folytatva a Need for Speed: Underground történetét. A Need for Speed: Underground 2 számos új funkciót kínál, mint a teljes testreszabhatóság, új módszerei a versenyek kiválasztásának. A felfedező módban szabadon járhatjuk be a kitalált „Bayview” városát (ez a funkció a Midnight Club szériákra hasonlít). Az Underground 2 felsorakoztat szabadidő-autókat, amik más Underground 2-járművekhez hasonlóan széles körű testreszabhatósággal rendelkeznek de más szabadidő-autókkal szemben versenyeztethetőek. Brooke Burke a hangja Rachel Tellernek, aki a játékbeli történetben végigvezet.
A Nintendo DS verzióban a játékosoknak lehetőségük van saját autómatrica tervezésére.
A PSP verzió neve Need for Speed: Underground Rivals.

## Karakterek
| Név           | Leírás |
| ------------- | --- |
| Rachel Teller | Samantha legjobb barátja és a játékosok segédje, tanácsadó és részmunkaidős ügynök. Rachel hívja a játékost, SMS-t is küld, a játék végéig tudomást adva a feloldott alkatrészekről, fejlesztésekről és szponzorokról. Egy Nissan 350Z-t vezet. Megemlítik az Undercover-ben. |
| Caleb Reece   | Egy veszélyes utcai versenyző, aki összetörte a játékos autóját és vezetője a „Wraith”-nek. Caleb irányítja az „underground” versenyzés nagy részét Bayview-ban. Egy Pontiac GTO-t vezet. Megemlítik az Undercover-ben.                                                       |
| Niki Morris   | Egy női tagja a „Wraith”-nek, aki csatlakozik a játékoshoz, miután legyőzi egy URL versenyben. Egy módosított Ford Mustang GT-t vezet. Kelly Brook adja a hangját. |

## Újdonságok az előző részhez képest
- Most már szabadon bejárhatjuk a várost, amelyben versenyzünk
- Magunk választhatjuk ki azt, hogy melyik versenyen akarunk menni
- Jobban különbözik az autók irányítása és teljesítménye
- Egyszerre több autónk is lehet, mivel van garázsunk
- A Dyno padon is és valós időben is finomhangolhatjuk a tuning beállításokat

## Bayview
A Need for Speed Underground 2-ben egy kitalált város, amely 4 részből áll (a játékban a Coal Harbor részt csak két részben nyithatjuk meg – nyugatira és keletire van osztva)
Városrészek:
- Jackson Heights (hegy)
- Beacon Hill (külváros)
- City Core (belváros)
- Coal Harbor East (a déli kikötő- és gyárváros keleti fele)
- Coal Harbor West (a déli kikötő- és gyárváros nyugati fele)

Bayview térképe
Csak úgy nyithatunk meg újabb városrészeket, hogyha megnyerjük a választott szponzorunk által előírt versenyt, és a fotónk rákerül bizonyos számú DVD borítójára (nem összetévesztendő a magazinokkal.) A magazinok nem kellenek a továbbjutáshoz, csak pénzt lehet értük kapni).

## Autók
A játékból amerikai és európai változat is készült. A két változat közötti különbség az elérhető járművekben mutatkozik meg.
A program autói és terepjárói:
- Peugeot 206
- Ford Focus
- Toyota Corolla AE86
- Nissan 240SX
- Mazda Miata MX5
- Honda Civic (amerikai változatban)
- Acura RSX (amerikai változatban)
- Peugeot 106 (európai változatban)
- Vauxhall Corsa (európai változatban)
- Hummer H2
- Lincoln Navigator
- Cadillac Escalade
- Hyundai Tiburon
- Nissan Sentra
- Toyota Celica
- Lexus IS300
- Toyota Supra
- Volkswagen Golf GTI
- Audi A3
- Mitsubishi Eclipse
- Audi TT
- Mazda RX-8
- Nissan 350Z
- Infiniti G35
- Mitsubishi 3000 GT
- Pontiac GTO
- Ford Mustang GT
- Nissan Skyline R34
- Mitsubishi Lancer Evolution 8
- Mazda RX-7
- Subaru Impreza WRX STI

## Boltok a városban
A városban rengeteg különböző bolt található, amelyekben kedvünkre alakíthatjuk autónkat.Ezek a következők:
- Body shop (Kasztnibolt, amelyben autónk kasztniját alakíthatjuk át)
- Performance shop (Tuningüzlet, amelyben autónk teljesítményét növelhetjük)
- Graphic shop (Festőműhely, amelyben autónk vizuális tuningjához szükséges dolgokat vásárolhatunk)
- Car specialities shop (Spéci bolt, amelyben autónk vizuális tuningjához szükséges további alkatrészeket vagy díszítéseket találhatunk. Pl: neonok, hidraulika)
- Car lot (Autókereskedés. Itt tudunk új autókat venni)
- Garage (Nem igazán bolt, hanem ez a garázsunk, itt tudunk le- és felszerelni alkatrészeket az autónkra, vagy menthetjük el a játékot, illetve nézhetjük meg a címlapjainkat)

## Versenyek
Indulhatunk tiltott versenyeken, hogy pénzt szerezzünk, és hogy tovább léphessünk a következő városrészbe.
A versenyek típusai:
- Sprint: A város egyik pontjából a másikba kell eljutnunk, úgy, hogy mi érjünk először célba.
- Körverseny: A városban lezajló körverseny, amiben meghatározott számú kört kell megtennünk a város egy kijelölt útvonalán.
- URL: Igazi versenypályán játszódó verseny, a Bayview versenypályán vagy a reptéren (ezek a versenyek hosszúak, és több fordulóból is állhatnak. Ez esetben a győztes mindig 8 pontot kap, és az nyer, aki a legtöbb pontot szerezte.)
- Gyorsulás: Gyorsulási verseny egy nagyjából egyenes szakaszon a városban.
- Drift: Az autót a lehető legnagyobb szögben, és lehető leggyorsabban csúsztatni egy zárt pályán.
- Street X: kisméretű technikás körpályákon lezajló verseny, szűk és éles kanyarokkal. Elsőként kell célba érnünk, de ügyesség kell a kanyarok minél gyorsabb bevételéhez.
- Outrun verseny: A városban fellelhető ellenfeleket hívhatjuk ki. Ennek a versenynek a célja az, hogy leelőzzük ellenfelünket 1000 lábra vagy 300 méternyire (ez a mértékegységek beállításától függ). Mindig az elöl lévő sofőr választja az útvonalat. Ha ellenfelünk nyer, annyi pénzt vesztünk, amennyi az ellenfél legyőzéséért jár. Ha zsinórban több ilyet megnyerünk karrier módban, (általában 10-et), mindig felhív valaki, és kapunk ajándékba egy speciális alkatrészt, ami karrierben általában nem elérhető, csak a főmenüben tuningolt járművekhez a karrier teljesítése után.
- SUV-verseny: Ugyanaz mint a körverseny, csak terepjárókkal.

## Egyéb
- A Street X-ben és a Driftben nem lehet nitrót használni
- A játékba lehet különböző autókat importálni. De ez csak úgy lehetséges, ha egy gyárilag meglévő autó beállításait felülírjuk (tehát ez a folyamat tulajdonképpen visszafordíthatatlan). Az importáláshoz szükséges programok: a BinTex és/vagy CFgInstaller(vagy CFgEd). Az autó logójának átírásához az NFS TexEd program szükséges. Különben az autó logója a régi (gyári) autóé lesz.(pl.: egy bevitt Bugatti Veyron VW Golf néven fog látszódni.) Az egyik legtöbb ingyen vírussal rendelkező weboldal a http://www.nfscars.net Archiválva 2010. június 20-i dátummal a Wayback Machine-ben. Ez egy angol nyelvű oldal, ahol nemcsak az U2-höz, hanem az újabb vagy a régebbi verziókhoz is találunk autókat, programokat. FONTOS: NEM MINDEN berakott autó lesz gyorsabb vagy kezelhetőbb az eredetinél, csak a megfelelően beállítottak.
- A játékosok el szoktak akadni a játékban, mert nem törődnek az autójuk vizuális tuningjának értékelésével. (Ez 0.00-tól 10.0-ig tartó mérce, amelyet az autóra szerelt vizuális tuningokkal tudunk növelni. Ezt a szintet csillagok jelzik, minden elért csillag 1.00-nak felel meg.) Ha leszerződünk egy szponzorral, az meghatározza, hogy hány versenyt kell megnyernünk, hány URL-t és hány DVD borítóján kell szerepelnünk. Összesen 10 DVD borítóján kell szerepelnünk. Akkor, ha elértünk egy-egy csillagot, felhívnak, és közlik velünk, hogy lefényképeznek a DVD borítójára.

Részletesebben:
1 csillag 1.00-nál, 2 csillag 2.00-nál stb.
A játékosok néha elakadnak a karrier végén, mert szinte semmi jel nem utal arra, hogy ez hiányzik a továbbjutásukhoz. Egyszer csak elfogynak a versenyek, és ily módon nem tudnak továbbjutni. Van egy rejtett futam, egy sprint a kikötői Car lot (Autókereskedés) közelében, nincs jelölve a térképen, meg kell találni. Ezt kell teljesíteni, akkor előjön az utolsó URL bajnokság a Wraith banda ellen, utána pedig a zárófutam Caleb ellen. Nem minden pálya szerepel a városi versenyek közt, ezek a karrier teljesítése után lezárva maradnak. Be kell lépni a garázs world map menüjébe, ott meg kell találni a hiányzó pályákat és teljesíteni őket a feloldáshoz. További pénzt lehet szerezni a nem teljesített world map versenyekkel, de csak úgy, ha újraindítjuk és úgy teljesítjük őket.
- A futamok megnyerésével nem csak pénzt, hanem elismertségi pontokat is szerezhetünk. Minél több ponttal vagy időkülönbséggel nyerünk, annál több ilyen pontot kapunk
- Összesen 19 tuningolt autónk lehet a főmenüben profilonként, a Tuningbeállításból a program csak ennyit képes TELJESEN elmenteni (DYNO-pad tuningbeállítások, fékpad finomhangolás). A különleges matricák mind a négy felrakható réteget elfoglalják, de egy trükkel más matricákkal együtt is fel lehet rakni őket. Először fel kell vinni a többi matricát, alkalmazni kell a beállítást, majd a fennmaradó helyre fel lehet rakni a spéci matricát, vissza kell lépegetni és mentéskor a program az összes matricát felteszi a kocsira.
- A versenyekről, a boltok helyéről, a magazinokról és DVD-kről SMS-ben értesítenek minket, vagy magunk találunk rá.
- A 2005-ben megjelent Need for Speed Underground Rivals az Underground vonal PSP-változata, amely az Underground első részére hasonlít.
- A játékban néha elered az eső, ezzel nincs semmi baj, de ez csak annyiból áll, hogy csak csíkok esnek le előttünk, és vízcseppes lesz a képernyő, viszont nem lesz más az irányítás, nem lesz csúszós az út (a játék eredeti leírása szerint jobban csúszik, de ez csak a normál, nem tuningolt autóknál érezhető).
- A játékban van Multiplayer lehetőség is, amit LAN módban, vagy a bátrabbak Interneten keresztül is játszhatják a játékot (széles sávú internet szükséges), de kell hozzá 2 trükk, amit csak 2007-ben sikerült kideríteni:
  - először a server.cfg file-ból ki kell törölni az utolsó sort.
  - utána a legújabb Hamachi 2.0.1-es változattal össze lehet kapcsolódni.